# Aanen
Aanen, auch Anen, war ein altägyptischer Priester in der Zeit der 18. Dynastie. Er war Bruder der Großen königlichen Gemahlin Teje und somit Schwager des Königs Amenophis III.
Aanen war der Sohn des Rindervorstehers Juja und dessen Frau Tuja. Sein Vater stammte aus Ipu (Achmim) und war außerdem Prophet des Gottes Min. Ein weiteres Kind des Paares war die Königsgemahlin Teje. Es wird auch manchmal vermutet, dass der spätere König Eje II. ihr Kind war.
Im Zuge des Aufstiegs seiner Familie erhielt Aanen das Amt des zweiten Amun-Propheten. In diesem Amt folgte ihm ein gewisser Simut, der im 20. Jahr des Herrschers noch vierter Amun-Prophet war, später aber zum zweiten Amun-Propheten aufstieg.
Aanen starb kurz vor dem 30. Regierungsjahr des Königs Amenophis III. Sein Grab (TT120) befindet sich in Abd el-Qurna in Theben-West. Seine Mutter Tuja erwähnt ihren Sohn auf ihrem äußeren kastenförmigen Sarg, der in dem Grab KV46 im Tal der Könige gefunden wurde. Nur von dieser Nennung ist die Verbindung Aanens zu Tuja bekannt.
Eine Standfigur Aanens befindet sich heute im Museo Egizio in Turin (Inv.-Nr. Cat. 1377). Sie hat eine Höhe von 1,46 Metern und ist mit einem der Amtstracht der Sem-Priester entsprechenden Pantherfell bekleidet, welches zusätzlich noch mit einem Sternenmuster versehen ist, um auf die großen astronomischen Kenntnisse Aanens hinzuweisen. Die Statue enthält die Inschrift:
„Der Erbprinz, Graf, der Siegler des unterägyptischen Königs, der sich seinem Herrn nähern darf, sehr beliebt im Königlichen Hause und bleibend in Gunst im Palast, ein Gottesvater, rein an Händen, ein Vorlesepriester, der die Natur des Himmels kennt, der Größte der Schauenden im Re-Tempel, Sempriester im oberägyptischen Heliopolis, der Angelegenheiten zu ihrer Ordnung führt und die Götter mit seiner Stimme beruhigt, der zweite Amunsprophet, Aanen. Gerechtfertigt.“